# Professionismo
Con professionismo si indica il modo di esercitare una data attività in modo costante, esclusivo, retribuito e previa stipula di un contratto, attività che di solito viene effettuata in modo saltuario ovvero dilettantistico ovvero non retribuito.
In particolare si riferisce agli sport, dove i praticanti vengono distinti tra professionisti e dilettanti.